# Roland Topor
Roland Topor (ur. 7 stycznia 1938 w Paryżu, zm. 16 kwietnia 1997 tamże) – francuski pisarz polsko-żydowskiego pochodzenia, dramaturg, rysownik, grafik, reżyser teatralny i filmowy, aktor, scenarzysta i scenograf.

## Życiorys
Topor urodził się w Paryżu, dokąd przed II wojną światową wyemigrowali jego rodzice, polscy Żydzi. Był synem Abrama Jechiela Topora (1903–1992), znanego rzeźbiarza, absolwenta Akademii Sztuk Pięknych w Warszawie i Zlaty (z d. Binsztok). Spędził pierwsze lata w Paryżu, a następnie w Sabaudii, gdzie w czasie wojny jego rodzina chroniła się przed prześladowaniami narodowych socjalistów po zajęciu Francji przez Niemcy. W 1964 roku ukończył paryską École nationale supérieure des beaux-arts. Już w latach studenckich współpracował z satyrycznym magazynem „Hara-Kiri”, w którym ukazywały się m.in. jego rysunki. Był również współzałożycielem (wraz z Fernando Arrabalem i Alejandro Jodorowskim) i członkiem tzw. „Grupy Panicznej” (1962).
Topor był autorem licznych ilustracji książkowych oraz plakatów. Współpracował z filmem. Na prośbę Federico Felliniego przygotował projekt latarni magicznej – ważne ogniwo scenografii jego filmu Casanova (1976). Na kanwie jego powieści Chimeryczny lokator powstał film Romana Polańskiego pt. Lokator (1976), w którym sam Topor zagrał drobną rolę. Wystąpił również m.in. w 1979 w filmie Wernera Herzoga pt. Nosferatu wampir.

## Twórczość
Twórczość Topora, inspirowana surrealizmem (artysta znał osobiście teoretyka ruchu André Bretona), pełna jest szokującej groteski i czarnego humoru. Dla stylu Topora znamienne jest także wykorzystanie elementów pure nonsense’u i zabawa z konwencjami oraz tworzywem językowym. Wszechstronna indywidualność, barokowa wyobraźnia i rozległość działań twórczych zbliżają Topora do idei syntezy sztuk. W warstwie tematycznej jego twórczość dotyczy głównie wyśmiewania postaw i mentalności drobnomieszczańskiej, podejmuje też tematykę egzystencjalną, ukazując jednostkę pośród obcego świata jak z koszmarnego snu.

## Utwory przetłumaczone na język polski

### Powieści
- Chimeryczny lokator (Le Locataire chimérique) 1964
- Księżniczka Angina (La Princesse Angine) 1967
- Pamiętnik starego pierdoły (Mémoires d’un vieux con) 1975
- Portret Suzanne (Portrait en pied de Suzanne) 1978
- Bal na ugorze (Jachère Party) 1996
- Alicja w Krainie Liter (Alice au pays des lettres) 1991
- Święta księga cholernego Proutto (Le sacré livre de Proutto) 1998 – wydane pośmiertnie
- Profesor Ziółko (Professeur Galopin) 2001 - wydane pośmiertnie

### Dramaty
- Joko świętuje rocznicę (Joko fête son anniversaire) 1969 – wystawiany w polskich teatrach
- Dzidziuś pana Laurenta (Le Bébé de Monsieur Laurent) 1972
- Bitwy (Batailles) 1983 – zbiór dramatów napisanych wspólnie z Jean-Michel Ribes’em, które zostały przetłumaczone na polski przez Ewę Kuczkowską w 2000
- Da Vinci miał rację (Vinci avait raison) 1989 – wystawiany w polskich teatrach
- Don Juan, czyli ja i ja (La’Ambigu) 1996
- Zima pod stołem (L’Hiver sous la table) 1994 – wystawiany w polskich teatrach
- Kuracja Doktora Gallusa (Le Traitement du Docteur Gallus) – wystawiany w polskich teatrach

### Zbiory opowiadań
- Cztery róże dla Lucienne (Four roses for Lucienne) 1967
- Cafe Panika (Café Panique) 1982
- Najpiękniejsza para piersi na świecie (La Plus Belle Paire de seins du monde) 1986
- Historyjki taksówkowe (Taxi Stories) 1988
- Dziennik paniczny (Journal in time) 1989
- Made in Taiwan; Copyright in Mexico, 1997
- Czarne krowy (Vaches noires), 2011

### Zbiory piosenek
- Kropki nad i (Le Points Sur I)

Okładki do polskich wydań jego książek zaprojektowała Anna Molga.

## Utwory nieprzetłumaczone na język polski

### Powieści
- Erika, 1968
- Un amour de téléphone (wydane pod pseudonimem d'Élisabeth Nerval) 1969
- Pop Rose (wydane pod pseudonimem Maud Morel) 1970
- Épreuve par neuf (wydane pod pseudonimem Laurent Taupor) 1971

### Dramaty
- Les derniers jours de solitude de Robinson Crusoé, 20 ans d’aventures et d’amour, 1972
- De Moïse à Mao, 5000 ans d’aventures, 1975
- Fatidik et Opéra, 1989